# Championnat d'Ouganda de football 1978
Navigation
Édition précédente Édition suivante
La saison 1978 du Championnat d'Ouganda de football est la neuvième édition du championnat de première division ougandais. Seize clubs ougandais prennent part au championnat organisé par la fédération. Les équipes rencontrent deux fois leurs adversaires, à domicile et à l'extérieur. En fin de saison, les deux derniers du classement à l'issue de la saison sont relégués et remplacés par le champion de D2, afin de passer à un championnat à quatorze équipes.
C'est le Simba FC qui remporte la compétition cette saison après avoir terminé en tête du classement final, avec cinq points d'avance sur le double tenant du titre, Kampala City Council. C'est le second titre de champion d'Ouganda de l'histoire du club.

## Participants
- Maroons FC
- Nile Breweries FC - Promu de D2
- Simba FC
- Kampala City Council
- Lint Marketing Board FC
- Coffee SC
- Police FC
- Kilembe Mines FC
- Nsambya Old Timers FC
- Black Rhinos FC - Promu de D2
- NIC FC
- Nytil FC
- Uganda Commercial Bank FC
- AT Millers FC - Promu de D2
- Mbarara United - Promu de D2

## Compétition

### Classement
Le classement est établi sur le barème de points classique : victoire à 2 points, match nul à 1, défaite à 0.
| Rang | Équipe                    | Pts | J  | G  | N  | P  | Bp | Bc | Diff |
| ---- | ------------------------- | --- | -- | -- | -- | -- | -- | -- | ---- |
| 1    | Simba FC                  | 47  | 28 | 20 | 7  | 1  | 62 | 13 | +49  |
| 2    | Kampala City CouncilT     | 42  | 28 | 19 | 4  | 5  | 76 | 23 | +53  |
| 3    | Nile Breweries FCP        | 40  | 28 | 16 | 8  | 4  | 46 | 24 | +22  |
| 4    | Coffee SC                 | 39  | 28 | 14 | 11 | 3  | 49 | 26 | +23  |
| 5    | Uganda Commercial Bank FC | 35  | 28 | 15 | 5  | 8  | 42 | 28 | +14  |
| 6    | Nytil FC                  | 32  | 28 | 13 | 6  | 8  | 31 | 26 | +5   |
| 7    | Nsambya Old Timers FCC    | 29  | 28 | 12 | 5  | 11 | 45 | 35 | +10  |
| 8    | Maroons FC                | 27  | 28 | 12 | 3  | 13 | 51 | 44 | +7   |
| 9    | Mbarara UnitedP           | 25  | 28 | 9  | 7  | 12 | 45 | 49 | -4   |
| 10   | Kilembe Mines FC          | 21  | 28 | 7  | 7  | 14 | 35 | 51 | -16  |
| 11   | NIC FC                    | 20  | 28 | 8  | 4  | 16 | 25 | 42 | -17  |
| 12   | Lint Marketing Board      | 19  | 28 | 7  | 5  | 16 | 24 | 47 | -23  |
| 13   | AT Millers FCP            | 18  | 28 | 7  | 4  | 17 | 21 | 45 | -24  |
| 14   | Police FC                 | 17  | 28 | 4  | 9  | 15 | 24 | 44 | -20  |
| 15   | Black Rhinos FCP          | 8   | 28 | 2  | 2  | 22 | 23 | 99 | -76  |

|  | Qualification pour la Coupe des clubs champions africains 1979 et la Coupe CECAFA des clubs 1979 |
|  | Qualification pour la Coupe des Coupes 1979                                                      |
|  | Relégation directe en deuxième division                                                          |
|  | T : Tenant du titre C : Vainqueur de la Coupe d'Ouganda P : Promu de D2                          |

## Bilan de la saison
| Championnat d'Ouganda de football 1978                             |                       |
| Champion                                                           | Simba FC (2e titre)   |
| Coupes et trophées                                                 |                       |
| Vainqueur de la Coupe d'Ouganda 1978                               | Nsambya Old Timers FC |
| Qualifications continentales                                       |                       |
| Coupe des clubs champions africains 1979                           | Simba FC              |
| Coupe d'Afrique des vainqueurs de coupe de football 1979           | Nsambya Old Timers FC |
| Coupe CECAFA des clubs 1979                                        | Simba FC              |
| Promotions et relégations                                          |                       |
| Promus en Championnat d'Ouganda de football                        | Nakivubo Boys SC      |
| Promus en Championnat d'Ouganda de football                        | COOPS FC              |
| Relégués en Championnat d'Ouganda de football de deuxième division | Police FC             |
| Relégués en Championnat d'Ouganda de football de deuxième division | Black Rhinos FC       |